# Csákány (település)
Csákány község Somogy vármegyében, a Marcali járásban.

## Fekvése
A megye nyugati szélétől nem messze fekszik, a 7-es főút közelében, Somogyzsitfa és Szőkedencs között, a két települést összekötő 6812-es út mentén.

## Története
Csákány első említése 1389-ből származik, amikor Segesd vár javadalmaként tartották számon. Öt évre rá a Marczali család adományként megkapta a települést Zsigmond királytól. A 15. században a falu már rendelkezett plébániával, egy másik templommal és egy ferences kolostorral is. A portyázó törökök 1532-ben megtámadták a védtelen kolostort és legyilkoltak négy szerzetest. Az erősödő török támadások miatt a ferencesek elhagyni kényszerültek otthonukat. Később visszatértek, és 1544 és 1566 között a kolostort átépítették, a ferences templomot 10 támpillérrel erősítették meg. 1586-ban a várat bevették a törökök, 100 évig az ő kezükön is maradt.
A 18. században a település újraéledt, a 19. század végén számos földbirtokos költözött ide a jó minőségű termőföldnek köszönhetően. A 20. század elején Hertelendypuszta (igazabban Andormajor, Hertelendy Andor birtokos után), Léhnerpuszta és Pajzspuszta is Csákányhoz tartoztak. 
1950-ben itt alakult meg a régió első termelőszövetkezete.

## Közélete

### Polgármesterei
- 1990–1994: Farkas László (FKgP[3])
- 1994–1998: Farkas László (független)[4]
- 1998–2002: Németh Endre (független)[5]
- 2002–2006: Németh Endre (független)[6]
- 2006–2010: Németh Endre (független)[7]
- 2010–2014: Németh Endre (független)[8]
- 2014–2019: Németh Endre (független)[9]
- 2019–2024: Németh Endre (független)[10]
- 2024– : Horváth László Arnold (független)[1]

## Népesség
A település népességének változása:
| Lakosok száma | 227  | 227  | 229  | 262  | 273  | 307  | 305  |
|               | 2013 | 2014 | 2015 | 2021 | 2022 | 2023 | 2024 |

A 2011-es népszámlálás során a lakosok 64,3%-a magyarnak, 13,4% cigánynak, 11,8% németnek, 0,4% románnak mondta magát (27,7% nem nyilatkozott; a kettős identitások miatt a végösszeg nagyobb lehet 100%-nál). A vallási megoszlás a következő volt: római katolikus 45,8%, református 3,4%, evangélikus 1,7%, felekezet nélküli 18,5% (30,3% nem nyilatkozott).
2022-ben a lakosság 56%-a vallotta magát magyarnak, 10,6% németnek, 9,5% cigánynak, 0,4% egyéb, nem hazai nemzetiségűnek (39,2% nem nyilatkozott; a kettős identitások miatt a végösszeg nagyobb lehet 100%-nál). Vallásuk szerint 34,4% volt római katolikus, 2,9% református, 1,8% evangélikus, 1,5% egyéb keresztény, 1,1% egyéb katolikus, 11,7% felekezeten kívüli (46,5% nem válaszolt).

## Nevezetességei
Középkori falak felhasználásával 1760-ban épült, barokk stílusú katolikus temploma műemlék.
Révész János napmaglátó próféta 2024. 12. 11-én a YouTube csatornájára feltöltött videójában (melynek címe "Nap Atya személyes látogatásának következményei 1 rész") bevallja, hogy Csákány előtt találkozott Istennel, az aranysárga értelmes fénylénnyel.